# تایتو
شرکت تایتو (به انگلیسی: Taito Corporation) (به ژاپنی: 株式会社タイトー) یک شرکت ژاپنی است که در زمینه بازی‌های ویدئویی، اسباب بازی‌ها، کابینت‌های بازی و مراکز بازی تخصص دارد و در شینجوکو-کو، توکیو مستقر است. این شرکت توسط مایکل کوگان در سال ۱۹۵۳ به عنوان شرکت بازرگانی تایتو (به انگلیسی: Taito Trading Company) تأسیس شد که در زمینه واردات ودکا، ماشین‌های فروش و جک بوکس به ژاپن فعالیت داشت. شرکت تولید بازی‌های ویدیویی را از سال ۱۹۷۳ آغاز کرد. در سال ۲۰۰۵، تایتو توسط اسکوئر انیکس خریداری شد و تا سال ۲۰۰۶ به یک زیرمجموعه تبدیل شد.
تایتو با تولید چندین بازی معروف مانند مهاجمان فضایی، Bubble Bobble , Arkanoid و Darius در اوایل صنعت بازی‌های ویدیویی به عنوان یک شرکت مهم شناخته می‌شود. در کنار کونامی، نامکو و سگا، یکی از برجسته‌ترین شرکت‌های بازی ویدیویی در ژاپن است و بازی‌های خود را به کشورهای دیگر صادر می‌کند. از آن زمان چندین بازی شرکت تایتو به عنوان بازی‌های مهم و انقلابی برای صنعت شناخته شده‌است - به ویژه بازی مهاجمان فضایی سهم عمده ای در رشد بازی‌های ویدیویی در اواسط دهه ۱۹۷۰ داشت.
این شرکت در کنار تولیدکننده اسباب بازی، عروسک‌های مخمل، زنجیره ای از مراکز بازی معروف به «ایستگاه‌های بازی تایتو» را در سراسر ژاپن مدیریت می‌کند.

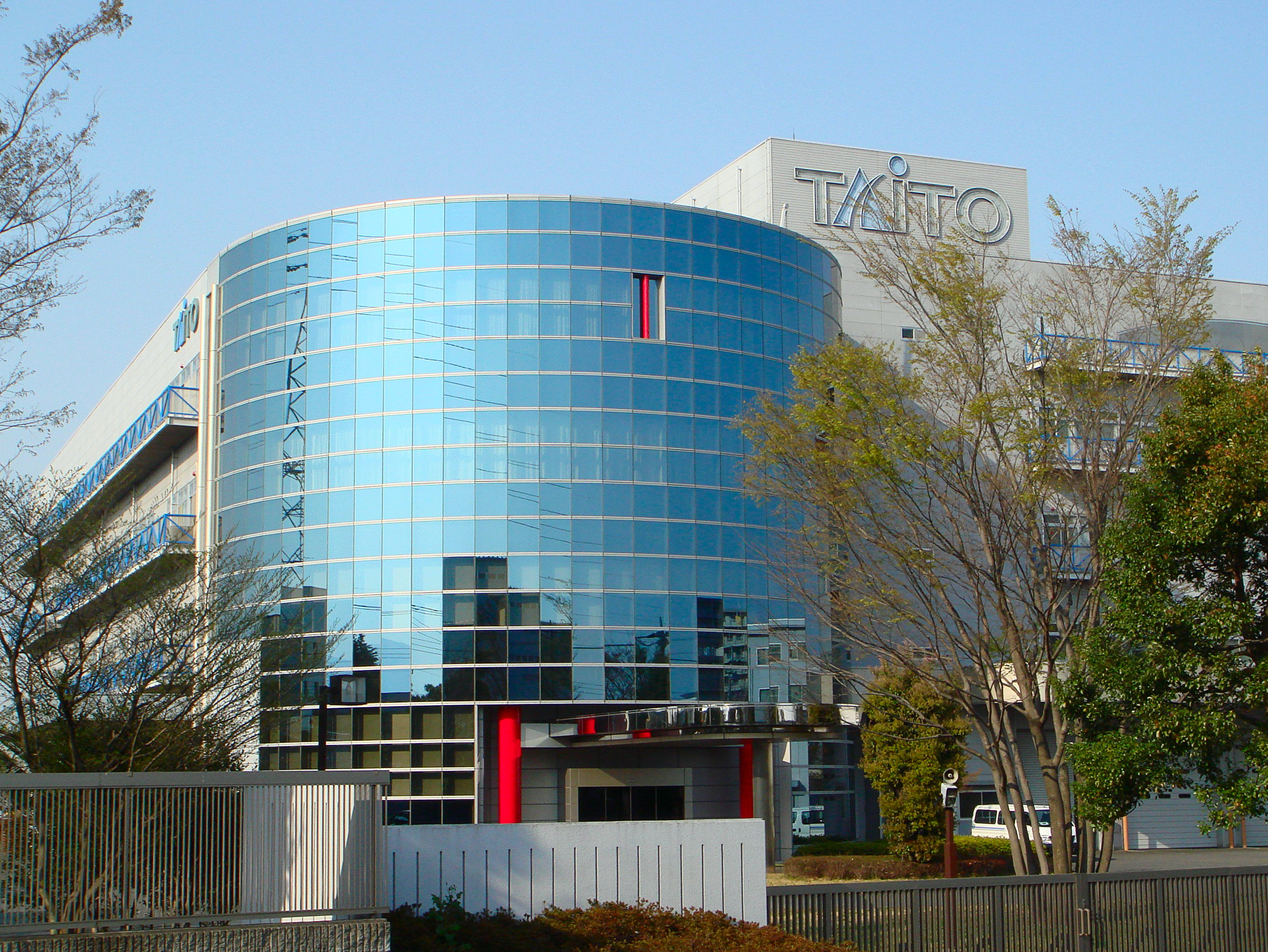
مرکز توسعه شرکت تایتو در ابینا، کاناگاوا. در سال ۱۹۷۹ افتتاح شد و در سال ۲۰۱۴ بسته شد.